# Tour mondiale di re Kalākaua delle Hawaii del 1881

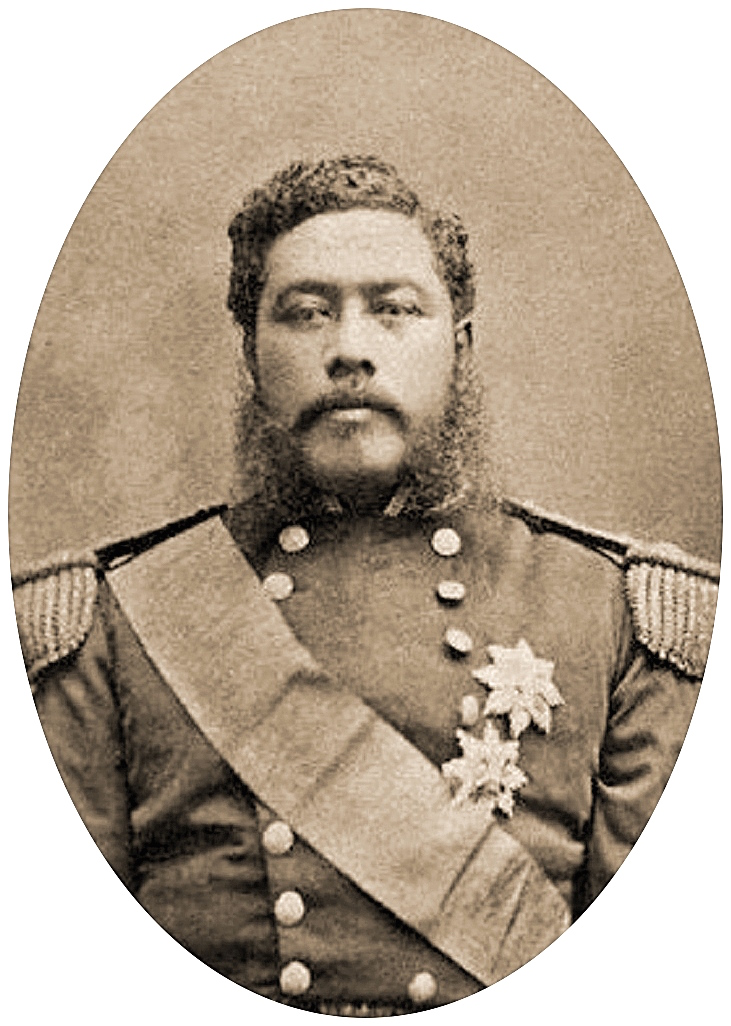
Re Kalākaua delle Hawaii.

Il tour mondiale di re Kalākaua delle Hawaii del 1881 fu il tentativo da parte del sovrano di quell'arcipelago di salvare la cultura e la popolazione hawaiana dall'estinzione importando forza lavoro dalle nazioni dell'Asia-Pacifico. I suoi sforzi portarono la piccola nazione insulare all'attenzione dei leader mondiali ma suscitarono la voce che il regno fosse in vendita. I critici credevano che i negoziati sul lavoro fossero solo una scusa per vedere il mondo. Il viaggio di 281 giorni diede a re Kalākaua delle Hawaii il record di essere il primo monarca a circumnavigare il globo. I suoi viaggi del 1874 lo avevano reso il primo monarca regnante a visitare l'America e il primo a partecipare a una cena di stato alla Casa Bianca.
Kalākaua incontrò i capi di stato in Asia, nel Medio Oriente e in Europa, per incoraggiare un afflusso di lavoratori nelle piantagioni di canna da zucchero in gruppi familiari, così come di donne non sposate come potenziali spose per i lavoratori a contratto già presenti nelle Hawaii. Mentre era in Asia, cercò di prevenire le ambizioni americane offrendo all'imperatore Meiji la protezione delle Regno delle Hawaii con un matrimonio combinato tra la nipote Ka'iulani e un principe giapponese. Durante la sua visita in Portogallo negoziò un trattato di amicizia e commercio con le Hawaii che avrebbe fornito un quadro legale per l'emigrazione dei lavoratori portoghesi nell'arcipelago. Il re a Roma venne ricevuto in udienza da papa Leone XIII. In seguito incontrò molte delle teste coronate d'Europa. La regina Vittoria del Regno Unito e lo splendore della sua vita di corte lo impressionarono più di ogni altra monarchia; essendo stato fortemente influenzato dagli ornamenti dei sovrani europei, avrebbe presto fatto in modo che la monarchia delle Hawaii rispecchiasse quella grandezza.
Il re viaggiò senza guardie di sicurezza; lo accompagnò solo un piccolo gruppo di amici personali. Fatta eccezione per il trasporto via terra nelle città e di due navi prestate in Cina e negli Stati Uniti, le sue modalità di trasporto erano raramente riservate esclusivamente a lui. Condivise navi a vapore regolarmente programmate e il trasporto ferroviario con passeggeri paganti. Sul Mar Rosso, giocò a carte e ballò con altri passeggeri. Come altri turisti, visitò gli elefanti bianchi del Siam, il complesso piramidale di Giza in Egitto, i siti turistici in India e i musei in Europa. Lungo la strada, superò il suo budget originale, facendo acquisti a prescindere, e inviò lettere a casa.
Il presidente James A. Garfield morì quattro giorni prima che il sovrano giungesse negli Stati Uniti e Kalākaua fece una telefonata di cortesia al neo presidente Chester A. Arthur alla Casa Bianca. Non ci furono apparizioni pubbliche o private per il re a New York, che trascorse solo un giorno a Coney Island. Prima di lasciare gli Stati Uniti d'America orientali, il re incontrò Thomas Edison per assistere a una dimostrazione di luci elettriche e visitò il Fort Monroe in Virginia. Visitò la Hampton Normal and Agricultural School e acquistò dei cavalli nel Kentucky. Il gruppo salì a bordo di un treno per la California, dove furono ospiti di Claus Spreckels nella sua tenuta di Aptos, Santa Cruz, e trascorsero alcuni giorni a vedere quei luoghi prima di tornare alle Hawaii. Kalākaua ebbe successo nel dare il via a una nuova immigrazione, le prime persone arrivarono alle Hawaii meno di un anno dopo. Negli anni che seguirono, iniziò a emulare lo stile di vita dei reali europei acquistando arredi costosi nel Palazzo Iolani e chiedendo un'incoronazione pubblica per se stesso e una celebrazione pubblica di due settimane per il suo compleanno.

## Antefatti

Viaggio del re Kalākaua nel 1881.

Nessun altro sovrano aveva mai compiuto il giro del mondo, ma questo non fu l'unico primato stabilito da Kalākaua. Fu il primo monarca regnante a visitare gli Stati Uniti. Nel 1874 infatti si recò a Washington, per i negoziati sul trattato di reciprocità che sarebbe stato firmato l'anno successivo. La cena di stato in suo onore, ospitata dal presidente Ulysses S. Grant, fu la prima cena di stato mai data alla Casa Bianca. Secondo gli scritti personali della regina vedova Emma delle Hawaii, una sua avversaria politica, nel 1874 suppose che il re avesse intenzione di fare un giro del mondo "per la sua personale gratificazione e vanità".
La rivalità tra Kalākaua ed Emma sorse nel 1872, alla morte senza eredi di re Kamehameha V. La Costituzione del Regno delle Hawaii del 1864 stabiliva, in tal caso, che un nuovo monarca sarebbe stato eletto dal legislatore per iniziare una nuova linea reale di successione. Emma e Kalākaua divennero avversari politici nella seconda elezione, svoltasi dopo la morte senza eredi di Lunalilo, il primo monarca hawaiano eletto. Più tardi, nel suo diario personale, la regina Emma descrisse il viaggio del 1881 come "il suo tour di piacere e auto-lode".
Le isole costituivano ufficialmente il Regno delle Hawaii, ma erano generalmente conosciute come isole Sandwich, nome che venne assegnato dopo la visita del capitano James Cook del 1778. La popolazione stimata degli hawaiani nativi quando arrivò Cook era di circa 800 000 persone. Con l'arrivo delle navi baleniere e dei missionari all'inizio del XIX secolo, gli hawaiani nativi furono esposti a malattie per le quali non avevano immunità e iniziarono a morire in gran numero. Il censimento ufficiale del 1878 mostra che solo 44 088 individui rivendicarono l'etnia hawaiana. La forza lavoro delle piantagioni di canna da zucchero nelle isole e la popolazione in calo furono preoccupazioni correnti per re Kalākaua. Il 24 dicembre 1880 firmò un atto dell'assemblea legislativa che riconosceva la corruzione nel sistema di immigrazione e autorizzava il ministro degli Interni Henry A. P. Carter a farsi carico delle licenze dei mediatori dell'immigrazione.
Immediatamente dopo la firma della legge, visitò ogni isola principale del regno per avere uno sguardo personale su come il trattato di reciprocità avesse colpito il suo popolo. In un discorso davanti a un pubblico di hawaiani nativi in una chiesa congregazionalista di Kauai, Kalākaua riferì le sue preoccupazioni: "Vi parlerò di una delle nostre grandi domande, che è l'offerta di persone, non solo per soddisfare i requisiti di tutte le nostre industrie ma per contribuire all'aumento della popolazione hawaiana". Voleva portare immigranti dalle nazioni dell'Asia-Pacifico, così come dall'Europa e dagli Stati Uniti, per evitare che la popolazione in declino della razza hawaiana fosse completamente estinta. La prima immigrazione di manodopera era stata per lo più uomini non sposati e il re sperava di attrarre donne non sposate come potenziali mogli per loro, oltre a coinvolgere gruppi familiari già formati.

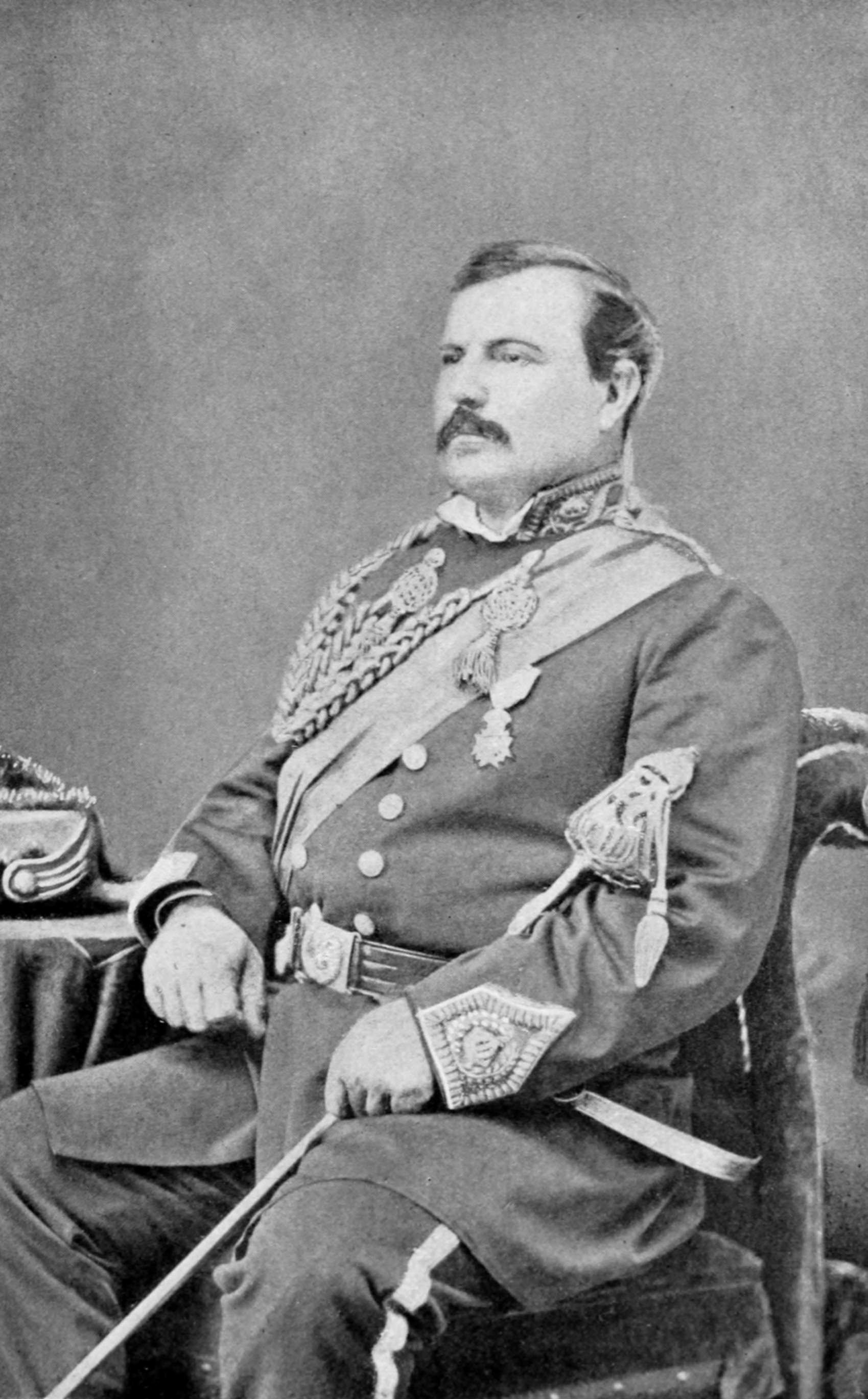
Charles Hastings Judd.

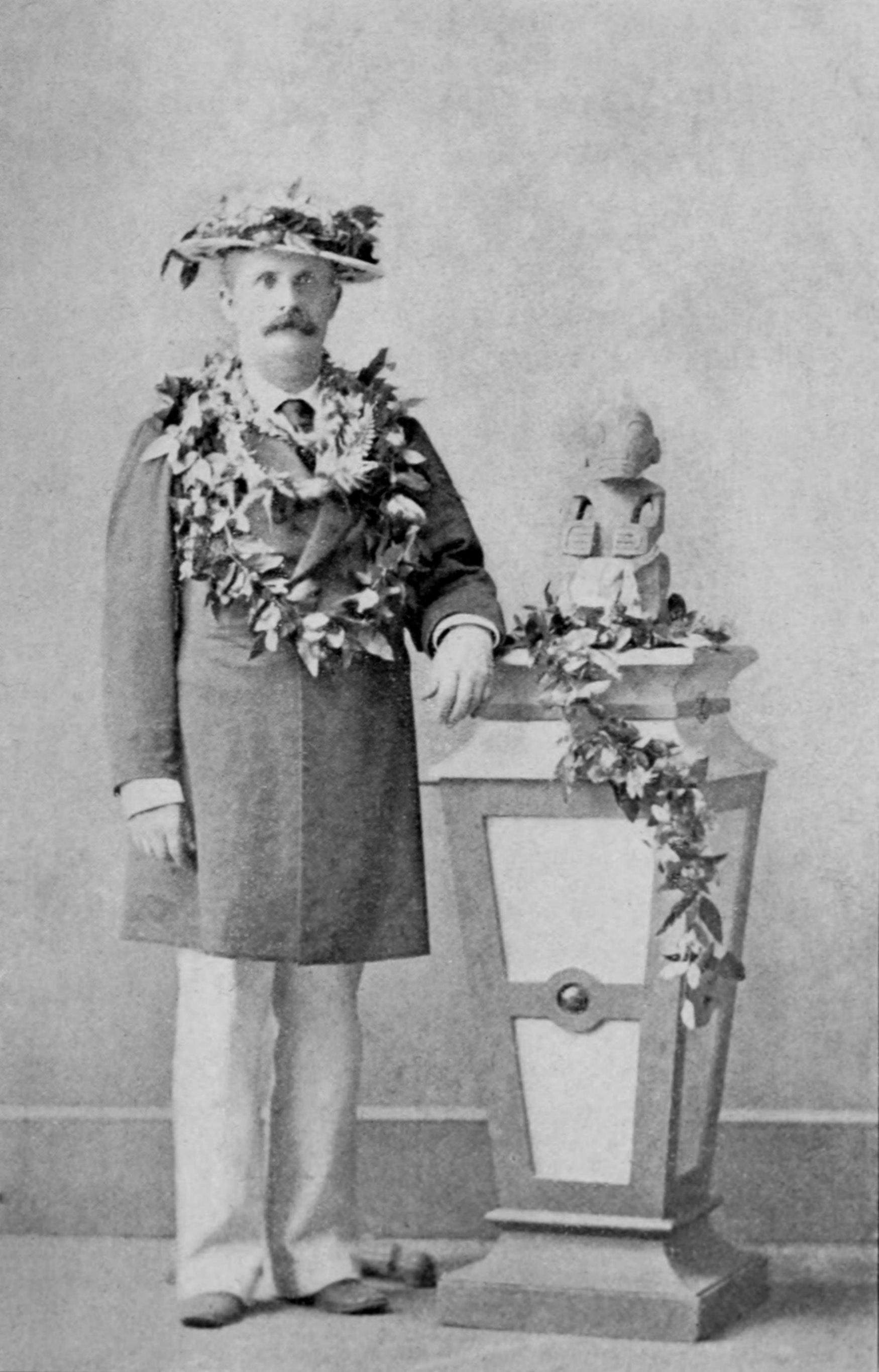
William Nevins Armstrong.

Kalākaua nominò William Nevins Armstrong procuratore generale a dicembre. Questi era nato dai missionari presbiteriani Clarissa e Richard Armstrong a Lahaina. Conosceva Kalākaua sin dai primi anni della scuola dei bambini dei capi di Maui, dove lui e il suo compagno di classe Charles Hastings Judd divennero amici del futuro re. Si laureò all'Università di Yale e divenne un avvocato di successo prima di tornare alle Hawaii. Judd era stato nello staff di Kalākaua da quando era stato eletto re, subito dopo essere entrato a far parte del suo Consiglio privato, oltre ad essere il suo ciambellano e segretario privato.
Anni dopo Armstrong ricordò che l'invito a partecipare al tour era sorto in una conversazione casuale, durante la quale non credeva che il re fosse serio. Comprese che il tour proposto non era solo una conversazione inattiva quando il re informò il gabinetto dei suoi piani e scelse Armstrong, Judd e il suo cuoco personale Robert von Oelhoffen come suoi unici compagni di viaggio. A una cena di stato tenuta da Kalākaua e dai suoi ministri una settimana prima della partenza, Armstrong parlò dei loro sogni giovanili di navigare in tutto il mondo finalmente portati a compimento.
Il ministro dell'interno Carter emanò un'ordinanza sul Bureau of Immigration il 14 gennaio 1881 che stabiliva i termini e le condizioni in base alle quali i nuovi immigranti sarebbero stati ammessi nelle isole. Il 17 gennaio Kalākaua nominò Armstrong commissario reale per l'immigrazione. Carter venne nominato procuratore generale ad interim fino al loro ritorno. Armstrong ricevette l'istruzione di elaborare uno studio di fattibilità che indicasse quali nazioni avrebbero potuto fornire "una popolazione desiderabile" per la forza lavoro hawaiana. William Lowthian Green, ministro degli affari esteri, inviò un comunicato ai consolati delle Hawaii in cui erano indicati gli obiettivi del tour.
La sorella ed erede di Kalākaua, la principessa Liliuokalani avrebbe assunto la reggenza durante l'assenza del re. Ella dedicò un capitolo del suo libro del 1898 Hawaii's Story al tour di suo fratello. La sua affermazione era che il "partito missionario" cercava di esercitare il proprio controllo insistendo sul fatto che le era stato permesso di essere responsabile di un consiglio temporaneo e che tutte le decisioni in assenza del re dovevano essere prese dall'intero consiglio. Respinse il suggerimento e chiese che la sua reggenza avesse pieno potere reale; il fratello acconsentì.
Le comunità cattoliche e protestanti di Honolulu tennero dei ricevimenti per il re alla vigilia della sua partenza. John Mākini Kapena, un membro della Camera dei Nobili, parlò ai benestanti riuniti nella chiesa di Kawaiaha'o affermando "[...] le grandi nazioni ora guardano con rispetto su questo piccolo Regno e ne avranno ancora di più quando vedranno il nostro re viaggiare tra di loro per l'informazione a beneficio del suo popolo, preghiamo tutti tutti i giorni per la salute del re e il ritorno sicuro al suo popolo". Per tutta la notte, i suoi sudditi cantarono e danzarono fuori dal palazzo.
I legami massonici di Kalākaua come Maestro della Loggia Le Progres de L'Oceanie gli avrebbero dato una fratellanza globale nei suoi viaggi. Lui e i suoi compagni scelti salirono a bordo della nave a vapore City of Sydney alle 6.30 del mattino del 20 gennaio, diretti a San Francisco. Mentre il re si dirigeva verso la nave, molti nella folla al molo si allungarono per toccarlo. Il maggiore George W. Macfarlane, il suo aiutante di campo, li avrebbe accompagnati fino alla California. Il re viaggiò come Ali'i Kalākaua e come principe Kalākaua, piuttosto che nella sua qualità di capo di Stato. L'intento era quello di dare l'impressione di una vacanza personale, evitando così i grandi costi di un seguito richiesto per gli affari ufficiali. La Royal Hawaiian Band, l'esercito hawaiano e un grande contingente di sostenitori gli diedero l'addio mentre la City of Sydney salpava.

## California, 29 gennaio - 8 febbraio
La City of Sydney arrivò a San Francisco durante una tempesta di pioggia una settimana dopo. Il re e i suoi compagni si insediarono nel Palace Hotel. Quella settimana, accolti da spettatori ammassati alla stazione ferroviaria, visitarono la Legislatura statale della California a Sacramento. Furono accompagnati nella capitale della California dal governatore George Clement Perkins, dal barone della birra Claus Spreckels e dall'ingegnere idraulico Hermann Schussler, che aveva lavorato a diversi progetti alle Hawaii.
Durante la settimana, il re e Judd vennero nominati membri onorari del Pacific Yacht Club di Sausalito ad un ricevimento ospitato dal commodoro R. S. Floyd. Kalākaua fu anche festeggiato in un gala nella Chinatown di San Francisco, tenuto dal console generale cinese e assistito dai leader della comunità locale cinese. Fu Armstrong a pronunciare il discorso del dopo cena e ad offrire un brindisi per mantenere buoni rapporti con la popolazione cinese alle Hawaii.
In risposta alla passione di Kalākaua per la musica e per la compagnia femminile, le "signore del Palace Hotel" organizzarono un grande ballo in suo onore. Un commento alla visita in California afferma: "[...] si può dire che ogni ora del soggiorno del re Kalākaua a San Francisco è stata riempita da una grande ovazione di attività".

## Asia: 4 marzo - 7 giugno

### Giappone: 4 - 18 marzo

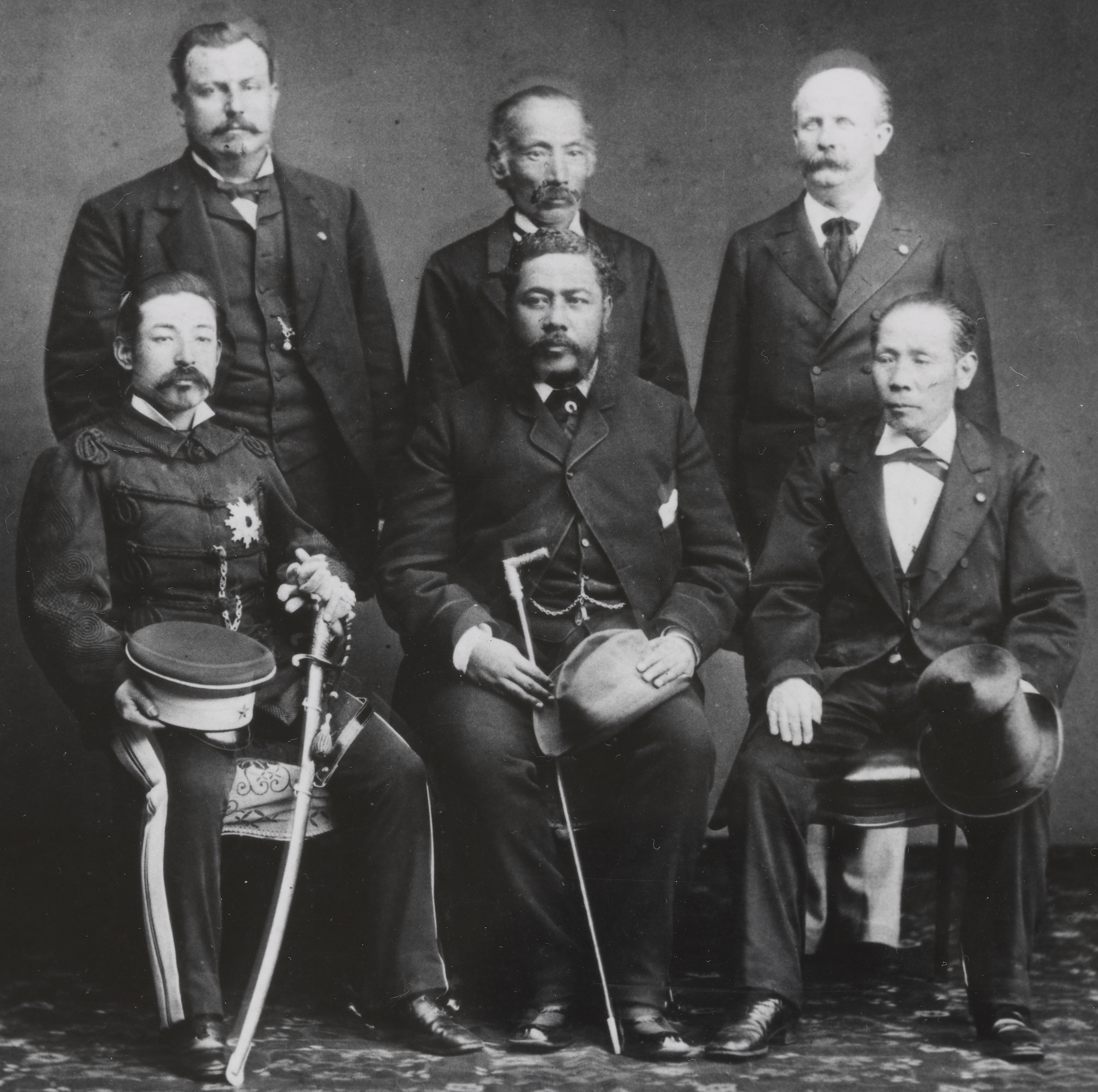
Il colonnello Charles Hastings Judd, Jugai Tokuno Riyosaki, e William N. Armstrong, il principe Komatsu Akihito, re Kalakaua, e Yoshie Sano Tsunetani in Giappone nel 1881.

Il re e i suoi compagni partirono sull'Oceanic da San Francisco l'8 febbraio. Raggiunsero il Giappone il 4 marzo e rimasero sorpresi dalle elaborate cerimonie di benvenuto che inclusero il suonare l'inno che Kalākaua aveva scritto, "Hawai'i Pono'ī". Non avevano dato preavviso al governo giapponese della loro visita ma esso era stato allertato da un messaggio telegrafico inviato dal console generale imperiale a San Francisco. Credendo che il trattato del 1871 con il Regno delle Hawaii richiedesse un ricevimento formale, accolsero il re come un capo di stato amico. Per rispetto, Kalākaua accettò di essere trattato come se fosse in visita ufficiale di Stato.
Il re e il suo piccolo gruppo trascorsero poco meno di tre settimane durante il loro tour in Giappone. Furono accolti formalmente nel Palazzo imperiale di Tokyo e portati allo Shintomiza, il Teatro Imperiale, per essere intrattenuti da un dramma kabuki. Il giorno seguente l'imperatore Meiji organizzò una cena di stato per i suoi ospiti. L'imperatore regalò al re due armature giapponesi e gli conferì l'Ordine del Crisantemo con distintivo e stella. Il re ricambiò con un dipinto reale raffigurante sé stesso e la regina Kapiolani e conferì all'imperatore la gran croce dell'Ordine reale di Kamehameha I. Nella stessa cerimonia, Judd e Armstrong ricevettero l'Ordine del Sol Levante. Per comprendere l'istruzione e le industrie locali, il re visitò il Collegio della Guardia Imperiale, il Collegio imperiale di ingegneria e la cartiera Oji. Due generali giapponesi lo guidarono a una visita all'arsenale dell'impero.
La preoccupazione per un possibile sequestro delle Hawaii da parte degli Stati Uniti motivò Kalākaua a tenere un incontro segreto con l'imperatore per portare il Regno delle Hawaii sotto l'egida protettrice del Giappone. Propose di unire le due nazioni tramite un matrimonio combinato tra la nipote di 5 anni Ka'iulani e il principe tredicenne Higashifushimi Yorihito, conosciuto anche come principe Fushimi Sadamaro o principe Yamashina Sadamaro. Lo storico Ralph Kuykendall disse che la proposta fu respinta sia dal principe, su consiglio di suo padre, sia dal governo. Il re hawaiano raccomandò anche che l'imperatore Meiji creasse una "Unione e Federazione delle nazioni e dei sovrani asiatici" con il Giappone come capo, anche se l'imperatore rifiutò cortesemente questa idea in un secondo momento.
I giornali giapponesi misero in guardia sulla ricerca di una forza lavoro emigrata dal Giappone, affermando che il loro paese aveva vaste aree di terreni agricoli disponibili che non erano stati toccati. La Confraternita Massonica di Yokohama progettò un ballo in onore del re, che egli abbandonò quando venne a sapere dell'assassinio dello zar Alessandro II di Russia. Il gruppo arrivò a Kōbe il 18 marzo per un giro turistico e un pranzo con il sindaco. Il 22 marzo si imbarcarono sulla nave a vapore Tokio Maru diretta a Shanghai.
Nel suo diario scrisse: "Addio Giappone, bellissimo Giappone. Mi sentivo come se avessi un desiderio continuo di vedere questo paese interessante con i suoi abitanti gentili e ospitali per molto tempo. Aloha Nui".

### Cina: 25 marzo - 9 aprile

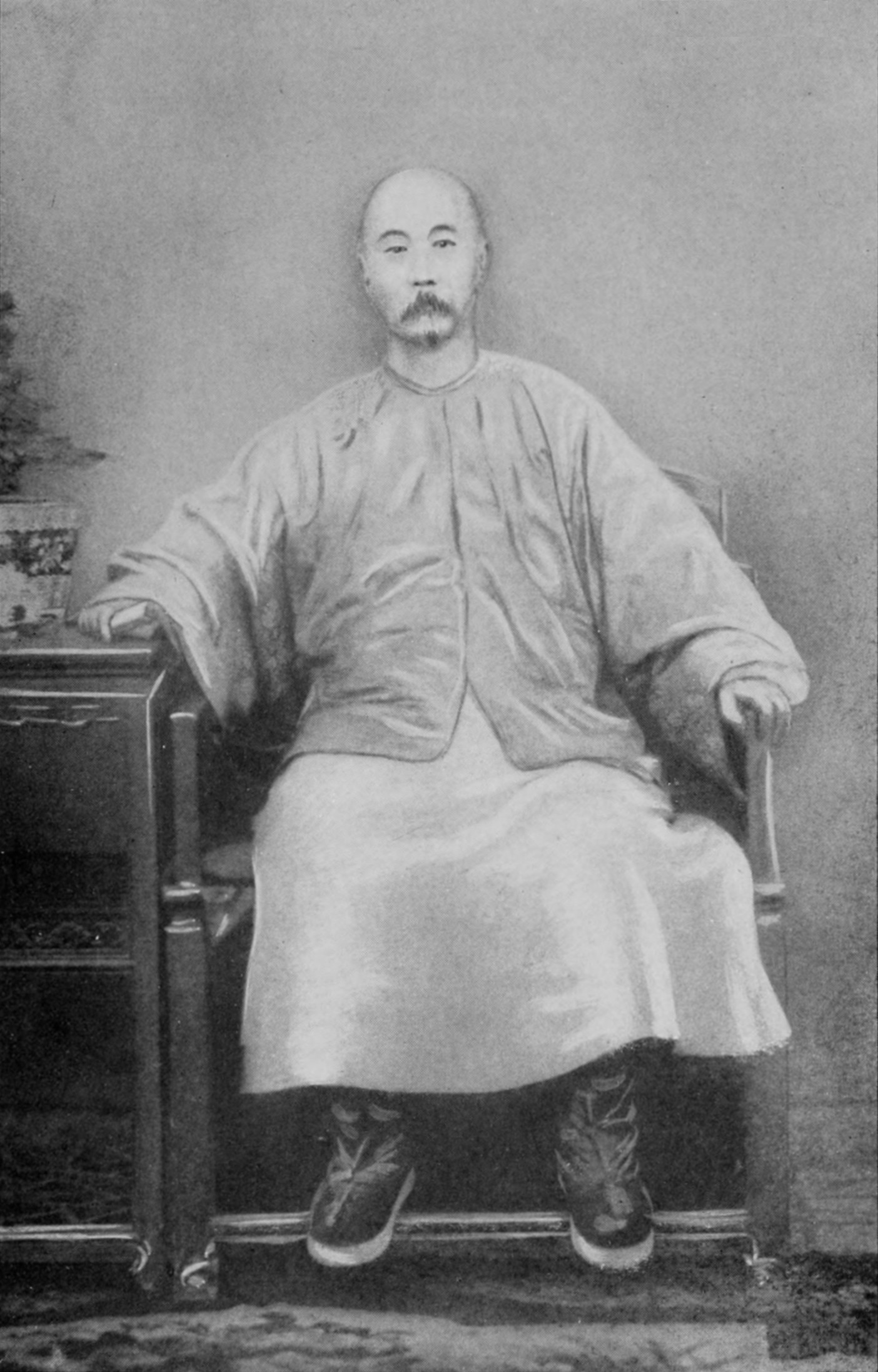
Li Hung Chang.

I cinesi facevano parte della cultura delle Hawaii sin dal tardo XVIII secolo, quando le isole furono visitate per la prima volta da mercanti e commercianti cinesi. Nel 1852, le piantagioni di zucchero iniziarono a reclutare manodopera cinese non qualificata. Poiché questi uomini inizialmente intendevano tornare in Cina dopo il termine dei loro contratti, la maggior parte veniva senza famiglia.
Sbarcato a Shanghai il 25 marzo, Kalākaua trascorse due giorni all'Astor House Hotel, ricevendo diplomatici stranieri. Partirono per Tientsin il 27 marzo quando il viceré Li Hung Chang offrì loro il piroscafo Pautah.
Kalākaua incontrò il viceré il 31 marzo per proporre l'emigrazione di donne cinesi non sposate, così come di unità familiari, alle Hawaii, per controbilanciare la popolazione lavorativa di uomini cinesi non sposati. Il viceré rispose favorevolmente e accettò di co-sponsorizzare una tale emigrazione con il governo hawaiano. Li organizzò diversi eventi per fornire a Kalākaua l'opportunità di incontrare le persone influenti della città. Una copia di una bozza di un trattato proposto fu inoltrata al ministro degli affari esteri Green. L'Hong Kong Daily News giudicò positivamente il modo in cui le Hawaii trattavano gli operai cinesi esistenti, ma affermò che il governo cinese aveva bisogno di fornire assistenza finanziaria per l'emigrazione familiare alle Hawaii. Il gruppo tornò a Shanghai il 6 aprile. Non visitarono Pechino poiché l'imperatrice vedova Ci'an era morta l'8 aprile. Il giorno successivo lasciarono la Cina.

### Hong Kong: 12 - 21 aprile
Il gruppo itinerante partì con la nave a vapore Thibet per Hong Kong, arrivando il 12 aprile. Kalākaua fu ospitato del governatore di Hong Kong John Pope Hennessy alla Government House. Il re fu onorato con un ricevimento diplomatico e un banchetto. Armstrong tenne il discorso del dopo cena.
Kalākaua partecipò a degli eventi celebrativi presso la Victoria Lodge of Freemasons n° 1026 e la Perseverance Lodge n° 1165, entrambe ad Hong Kong. Judd fu votato nella fratellanza della seconda loggia.
Lasciarono Hong Kong sulla nave a vapore Killarney il 21 aprile.

### Siam (Thailandia): 26 - 30 aprile
La nave a vapore Killarney arrivò a Bangkok il 26 aprile. Il modo in cui sarebbero stati ricevuti era speculativo, poiché le Hawaii non avevano alcun accordo con il Siam. All'arrivo, furono trasportati a bordo di uno yacht reale sul fiume Menam a Bangkok. Da lì, vennero trasportati su sedie di seta in uno dei tanti palazzi di Bangkok per tutta la durata della loro visita. Il giorno seguente si incontrarono con il re Chulalongkorn che disse a Kalākaua che i siamesi e i nativi hawaiani erano imparentati dalla comune stirpe malese. Un membro della famiglia reale siamese scortò Kalākaua a vedere i famosi elefanti bianchi.
Chulalongkorn tenne una cena di stato e insignì l'ospite della gran croce dell'Ordine della Corona. Kalākaua ricambiò con l'Ordine reale di Kamehameha I. Judd e Armstrong ricevettero la terza classe dell'Ordine della Corona. Nessun negoziato lavorativo ebbe luogo, anche se Kalākaua in seguito menzionò nella sua lettera al governatore di Oahu, suo cognato John Owen Dominis, che "uno scambio di decorazioni" con leader nelle nazioni asiatiche apriva potenzialmente le porte a futuri colloqui sull'immigrazione. Includeva una lunga lista di decorazioni da inviare a vari membri della nobiltà siamese.
Il 1º maggio il gruppo si imbarcò sulla nave a vapore Bangkok per Singapore. Mentre la nave salpava venne offerto un saluto militare con pistole e vi furono grida di approvazione da parte di sostenitori al bacino.

### Singapore, Malaysia, Birmania (Myanmar): 6 - 24 maggio

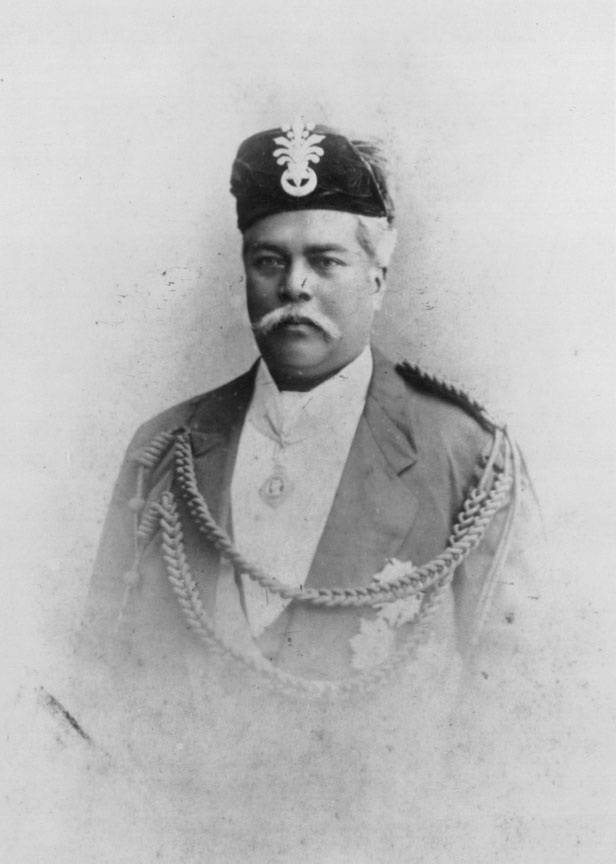
Abu Bakar, maharaja di Johor.

Nel momento in cui la Bangkok si è fermò a Singapore il 6 maggio, Kalākaua ebbe abbastanza eventi formali ma rifiutò l'offerta di un alloggio presso la Government House in favore della semplicità di un hotel. Tuttavia, il governatore Frederick Weld tenne un ricevimento formale e una cena di stato per lui.
Quando visitò il maharaja Abu Bakar di Johor il 10 maggio all'Istana Besar, a 40 miglia da Singapore, fu accolto come un fratello. Nel palazzo del maharaja giocò a biliardo. Armstrong fu consigliato da Abu Bakar che se era vero che gli abitanti di Singapore e della penisola malese erano bravi in varie professioni, il lavoro agricolo non era tra questi. Il maharaja disse ad Armstrong che anche gli stati malesi stavano importando manodopera per le piantagioni dalla Cina e dall'India.
Kalākaua e Judd visitarono la Lodge Zetland in the East n° 548, a Singapore l'11 maggio, dove Judd ottenne il terzo grado in muratura. Il re a Singapore sperava di acquistare delle perle per sua moglie, la regina Kapiolani, ma trovò i prezzi proibitivi. Il 12 maggio, l'entourage reale partì sulla nave a vapore Mecca.
Il 13 maggio il gruppo giunse a Malacca per una sosta di sei ore e fecero visite limitate. Kalākaua ricevette canne da passeggio come souvenir. Il 15 maggio fecero una sosta di un giorno a Penang e visitarono il governatore John Frederick Adolphus McNair che li ospitò nella sua residenza di Suffolk House.
Un cambio di mezzi di trasporto a Moulmein li mise sul piroscafo Pembo (o Pamba), arrivando a Rangoon il 22 maggio. Durante la loro sosta, furono intrattenuti nella Casa del Governo dal commissario inglese, e Kalākaua assistette ai servizi di culto nella cappella del St. John's College. Ripartirono il 24 maggio.

### India: 28 maggio - 7 giugno
Diversi proprietari di piantagioni alle Hawaii favorivano l'importazione di manodopera fresca dalla regione dell'India orientale, ovvero da Bihar, Jharkhand, Odisha e dalle isole Andamane e Nicobare. Henry A. P. Carter e il console britannico James Hay Wodehouse avevano già visitato l'Inghilterra nel 1879 per aprire una porta al processo. Erano rimasti scoraggiati dalle clausole secondo cui le Hawaii sarebbero state costrette ad approvare una legge che sarebbe stata in sostanza un contratto di lavoro dettagliato. Vi era un ulteriore requisito che tale legge hawaiana non potesse essere modificata senza l'approvazione dei governi del Regno Unito che dell'India orientale. La prospettiva fu esplorata fino alla fine del 1880, quando il consiglio di immigrazione delle Hawaii decise che le isole non potevano importare manodopera indiana entro i parametri richiesti.
Secondo un rapporto del viaggio che Armstrong successivamente stilò con il governo hawaiano, qualsiasi trattativa per il lavoro a contratto di persone indiane doveva essere fatta con il governo britannico a Londra, quindi non furono condotti colloqui durante il loro periodo in India. Arrivarono a Calcutta il 28 maggio e visitarono i giardini zoologici di Alipore. Kalākaua trascorse un giorno seduto nel tribunale di Calcutta per osservare lo svolgimento dei processi legali in India. Il loro viaggio attraverso il subcontinente britannico dell'India fu un'escursione turistica durante i loro ultimi giorni, prima di partire per il Medio Oriente. Si fermarono per visitare le grotte di Ellora prima di raggiungere Bombay. Il re si stancò presto del lungo viaggio ed era annoiato e irrequieto quando arrivarono a Bombay, dove rimasero fino alla partenza della nave a vapore il 7 giugno. C'era dell'altro a Bombay che lo interessava: un giro di acquisti, le stalle di stalloni arabi, le torri del silenzio e una visita dall'uomo d'affari sir Jamsetjee Jejeebhoy.

## Egitto: 20 - 25 giugno
La nave a vapore Rosetta salpò da Bombay il 7 giugno, trasportando Kalākaua e i suoi compagni ad Aden per un pomeriggio di shopping il 14 giugno e poi sul mar Rosso. In una lettera a Liliuokalani, il re descrisse come il desiderio romantico d'infanzia di navigare sul mar Rosso fu spazzata via dalla noia di una settimana sull'acqua senza terra in vista. Non tutto era perduto, poiché lui e gli altri 70 passeggeri stimati passarono la settimana giocando e ballando.
Arrivati a Suez il 20 giugno, salirono su un treno per Il Cairo. Non esistendo alcun trattato con il Chedivato d'Egitto, furono piacevolmente sorpresi quando Tewfik Pasha offrì il suo palazzo de Il Cairo durante la loro permanenza, accogliendoli con un tour del complesso delle piramidi e della Grande Sfinge sull'altopiano di Giza.
Scrivendo a sua sorella Liliuokalani da Il Cairo, rispose alla sua lettera che lo informava di un'epidemia di vaiolo nelle isole: "[...] a che serve pregare dopo che 293 vite della nostra povera gente sono andate nel loro posto eterno. Per uccidere o per ringraziarlo per averlo mandato lui o in un altro posto [...] Salvare la vita della gente è lavoro, non pregare".
La Egyptian Gazette pubblicò il discorso di accettazione di Kalākaua quando i massoni della Gran Loggia d'Egitto lo nominarono Gran Maestro Onorario del Grande Oriente dell'Egitto. Fu onorato con un ballo di stato ad Alessandria offerto Khedive il 24 giugno, il giorno prima che partissero sul piroscafo Asia.

## Europa: 29 giugno - 13 settembre
Durante le loro soste europee, Armstrong notò la volontà di alcuni che stavano cercando un cambiamento di vita di considerare di emigrare alle Hawaii come lavoratori nelle piantagioni. In generale, tuttavia, stavano cercando una quota delle proprietà terriere che il regno non era disposto a offrire.

### Italia: 29 giugno - 4 luglio
Armstrong menzionò una breve sosta a Catania, nell'isola di Sicilia, avvenuta probabilmente il 29 giugno. Visitarono la cattedrale di Sant'Agata e l'Etna. Nessun'altra fonte menzionò questo e Armstrong non specificò una data. Nelle sue lettere a casa, Kalākaua non menzionò la Sicilia, anche se dice che sono giunsero a Napoli alle 11 del mattino del 30 giugno. Secondo il sito web di Rick Steves un viaggio in traghetto tra Catania e Napoli dura 12 ore, quindi il giro turistico di Catania deve essere stato fatto il giorno precedente. La loro successiva tappa fu appunto Napoli dove, come detto, sbarcarono il 30 giugno. Furono accolti dal prefetto della città, dal comandante generale e ammiraglio di Napoli e da Celso Cesare Moreno, presentandosi ai funzionari locali come ministro degli affari esteri delle Hawaii. Moreno era un amico del re che molti ritenevano fosse un truffatore. Armstrong lo descrisse come qualcuno che si era fatto strada nelle grazie di Kalākaua. Moreno era stato nominato ministro degli affari esteri delle Hawaii nel 1880. Creò una situazione di divisione che mise il re in disaccordo con il suo gabinetto e che portò alla sua rimozione dopo appena cinque giorni di mandato. Lui e Kalākaua rimasero tuttavia in termini cordiali. Moreno venne quindi nominato guardiano di tre studenti hawaiani, tra cui i futuri leader ribelli Robert Napu'uako Boyd e Robert William Wilcox, che vennero istruiti in Italia come parte del programma di studio all'estero finanziato dal governo. Moreno fu sollevato da tale responsabilità una volta che il re fu informato che li aveva mal interpretati come figli naturali di Kalākaua e che aveva indotto il governo italiano a credere di avere una posizione ufficiale con il governo hawaiano. Il Saturday Press di Honolulu era indignato per la sua associazione con Kalākaua e per il loro nuovo incontro avvenuto in Italia, affermando che Moreno "aveva combattuto fino all'ultimo fosso, e, speriamo, ci sia caduto dentro e resti lì".
Il gruppo trascorse due ore al Museo archeologico nazionale di Napoli prima di essere ricevuto in udienza dal re Umberto I e dalla regina Margherita. Trascorsero il giorno successivo a visitare altre attrazioni a Napoli, prima di dirigersi a Roma con il treno del pomeriggio. Prima della loro partenza, appresero dell'assassinio del presidente James A. Garfield avvenuto il 2 luglio a Washington.
Trascorsero a Roma due brevi giorni. Il 3 luglio Kalākaua, Armstrong e Judd vennero ricevuti in udienza da papa Leone XIII. Dopo aver ricevuto la sua benedizione visitarono la basilica di San Pietro in Vaticano e altri siti turistici locali e lasciarono la città il giorno seguente in treno. Il gruppo viaggiò attraverso la Francia e Parigi senza informare le autorità locali, il che fu visto come una violazione del protocollo ufficiale e dovette essere spiegato in un secondo momento.

### Inghilterra: 6 - 24 luglio

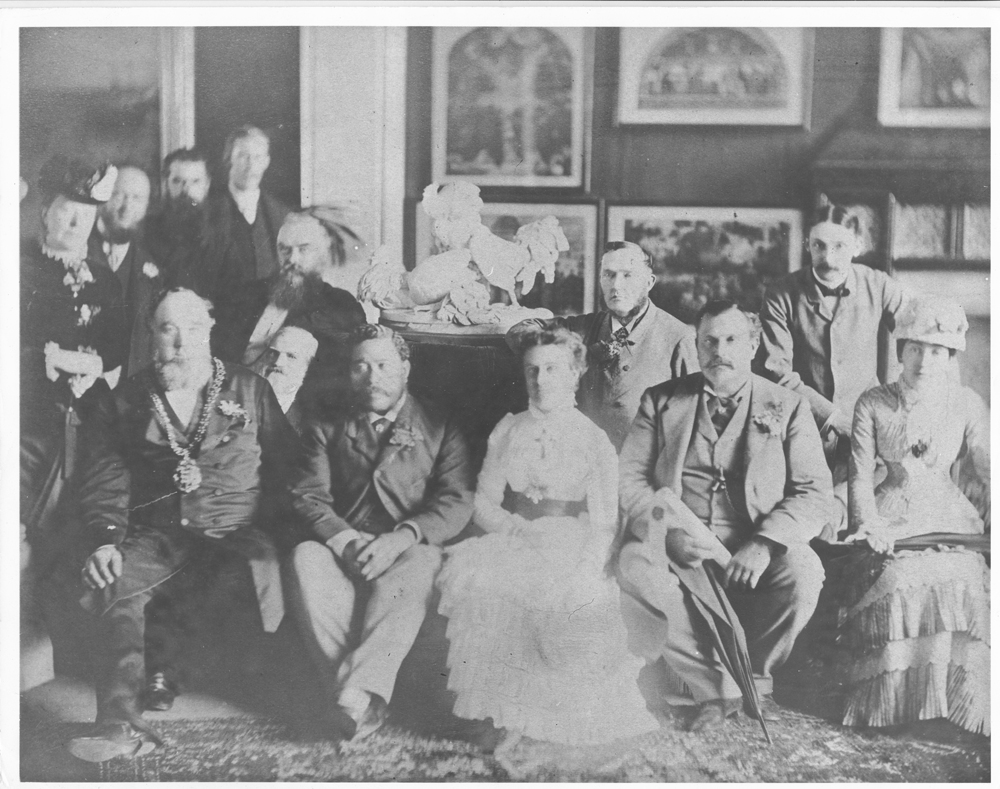
Lord Brassey e sua moglie intrattengono Kalākaua e Judd nella loro casa di Hastings.

Il gruppo arrivò a Londra la sera del 6 luglio. Il re passò il giorno successivo a ricevere ospiti nella sua suite al Claridge's, accettando in seguito l'offerta della regina Vittoria di un posto nel balcone reale presso la Royal Opera House a Covent Garden. Mentre era in Inghilterra, partecipò ad una partita di cricket di Eton contro Harrow e tornò alla Royal Opera House per ascoltare la cantante lirica Adelina Patti. La revisione annuale del Windsor Great Park della Regina da parte di 50 000 militari volontari attirò molti spettatori di alto rango incluso Kalākaua. Dopo la recensione, venne intrattenuto dal lord dell'ammiragliato civile Thomas Brassey e sua moglie che li accompagnarono. Domenica assistettero ai servizi di culto all'abbazia di Westminster, prima di un viaggio pomeridiano in barca a vela con lord Charles Beresford e altri ospiti.
Kalākaua, Armstrong e Judd furono presentati formalmente alla regina Vittoria al castello di Windsor. In una lettera inviata da Kalākaua a sua sorella Liliuokalani espresse la sua eccitazione nell'incontrare la regina: "[...] ero abbastanza elettrizzato e ho monopolizzato l'intera conversazione che ebbe luogo durante l'udienza". La sua lettera fu espansiva nei dettagli circa i reali titolati e gli aristocratici che avevano incontrato, tra cui il principe e la principessa di Galles e il principe ereditario e la principessa ereditaria di Prussia. Il principe di Galles prestò molte attenzioni a Kalākaua, sperando di allontanarlo dagli Stati Uniti. Insistette nel dare la precedenza a Kalākaua prima di suo cognato, il principe ereditario di Germania, e rispose alle sue obiezioni dicendo: "O il bruto è un re, oppure è un normale nero, e se non è un re, perché è qui?" A questo punto del loro viaggio, Armstrong tornò temporaneamente dalla sua famiglia negli Stati Uniti.
Il rapporto tra le Hawaii e l'A. Hoffnung & Company a Londra risale al 1877 quando il ministro degli esteri delle Hawaii Henry A. P. Carter, raccomandò l'impresa di gestire l'emigrazione portoghese nel regno insulare. Il fondatore dell'azienda, Abraham Hoffnung, era legato all'ufficio hawaiano per l'immigrazione di Londra ed era già riuscito a inviare alle Hawaii 751 cittadini portoghesi (237 uomini, 191 donne e 323 bambini) nel 1879. Kalākaua si incontrò con Hoffnung durante la cena, e divenne parte del gruppo reale nel suo tragitto attraverso l'Europa.
Il 23 luglio, il giorno prima della partenza per Bruxelles, Kalākaua pranzò con Francesco di Teck e ispezionò le navi presso i Yarrow Shipbuilders.

### Belgio e Germania: 25 luglio - 4 agosto
Kalākaua e Judd lasciarono l'Inghilterra il 24 luglio, arrivando a Bruxelles il mattino successivo. Passarono alcuni giorni a visitare la città e Waterloo, dove Napoleone Bonaparte era stato sconfitto nel 1815. Kalākaua insignì il re Leopoldo II del Belgio dell'Ordine reale di Kamehameha I quando gli fece visita.
Arrivarono a Colonia il 29 luglio e visitarono il duomo cittadino prima di proseguire per Berlino. Kalākaua a Berlino rimase nei suoi alloggi e si prese cura della sua corrispondenza per tutto il primo giorno della sua permanenza, con soldati tedeschi in piedi davanti alla sua porta. Ricevette espressioni chiassose di approvazione pubblica ovunque apparisse. Durante il loro soggiorno, parteciparono a diverse esposizioni militari e visitarono musei, castelli e altri siti di interesse. Il re fu intrattenuto dal futuro kaiser Guglielmo II e da sua moglie, che lo stavano ricevendo per conto del nonno di Guglielmo I, l'imperatore. Durante una visita a Potsdam con il principe Carlo di Prussia, Kalākaua fu insignito della gran croce dell'Ordine dell'Aquila rossa. Armstrong si riunì al gruppo in Germania, ma era troppo malato per accompagnarli nelle loro uscite. Partirono per Vienna il 4 agosto.

### Vienna, Austria: 5 - 8 agosto
Molti spettatori si riunirono alla stazione nord-ovest di Vienna in previsione dell'arrivo del re. Quando scese dal treno per essere scortato da ufficiali austriaci all'Hotel Imperial, il tifo risuonò dalla folla. In seguito visitò l'Arsenale Imperiale. Dopo una visita al castello del Belvedere, partecipò a un concerto diretto da Eduard Strauss al Volksgarten. La sera assistette a un balletto alla Wiener Staatsoper.
La famiglia reale aveva già lasciato Vienna per l'estate, ma Kalākaua riuscì a ispezionare le truppe durante le manovre militari nella parata allo Schmelz. In seguito si incontrò con l'arciduca Alberto, duca di Teschen. In serata, tornò al teatro dell'opera per una rappresentazione de Le nozze di Figaro di Wolfgang Amadeus Mozart. I due giorni successivi furono dedicati alla visita della città, tra cui il castello di Schönbrunn, la cattedrale di Santo Stefano, la chiesa votiva e la Neue Freie Presse.
L'8 agosto, il re e i suoi amici presero il treno serale per Parigi.

### Parigi: 10 - 15 agosto
Il gruppo arrivò alla Gare de l'Est di Parigi nelle prime ore dell'alba del 10 agosto e furono raggiunti da Macfarlane. La maggior parte del primo giorno rimasero nella loro suite, riprendendosi dalla stanchezza del viaggio. Presto si avventurarono fuori per vedere l'ippodromo di Auteuil e si fermarono in varie sale da concerto.
Armstrong osservò che il gruppo fu accolto "con freddezza" dalle autorità diplomatiche per la prima volta durante il loro viaggio, mentre il re in cambio lo considerò "molto significativo". Dovettero scusarsi per la scarsa diplomazia dello scalo del luglio precedente e spiegare il motivo per cui un invito per il re, ricevuto mentre erano ancora a Londra, a partecipare alla celebrazione della Festa nazionale francese come ospite del presidente Jules Grévy fu lasciato senza risposta. Dopo che la tensione fu attenuata, il ministro degli esteri francese visitò il monarca in assenza del presidente che non era nella capitale in quel momento.
Anche la loro permanenza a Parigi fu ricca di sostenitori che venivano a chiamare il gruppo in albergo. La regina Vittoria inviò il suo incaricato d'affari perché lo insignisse della gran croce dell'Ordine di San Michele e San Giorgio. Dopo giorni di visite da parte di dignitari di tutto il mondo e dei rappresentanti di due diverse logge massoniche, Kalākaua e i suoi amici parteciparono ad una rappresentazione dell'Aida di Giuseppe Verdi. Fecero visita alla sede di Le Figaro e visitò la Société de Géographie. Il 15 agosto, il gruppo reale, che ora comprendeva anche Hoffnung, partì sul treno serale, diretto verso il Portogallo e la Spagna.

### Penisola iberica (Portogallo e Spagna): 19 - 25 agosto

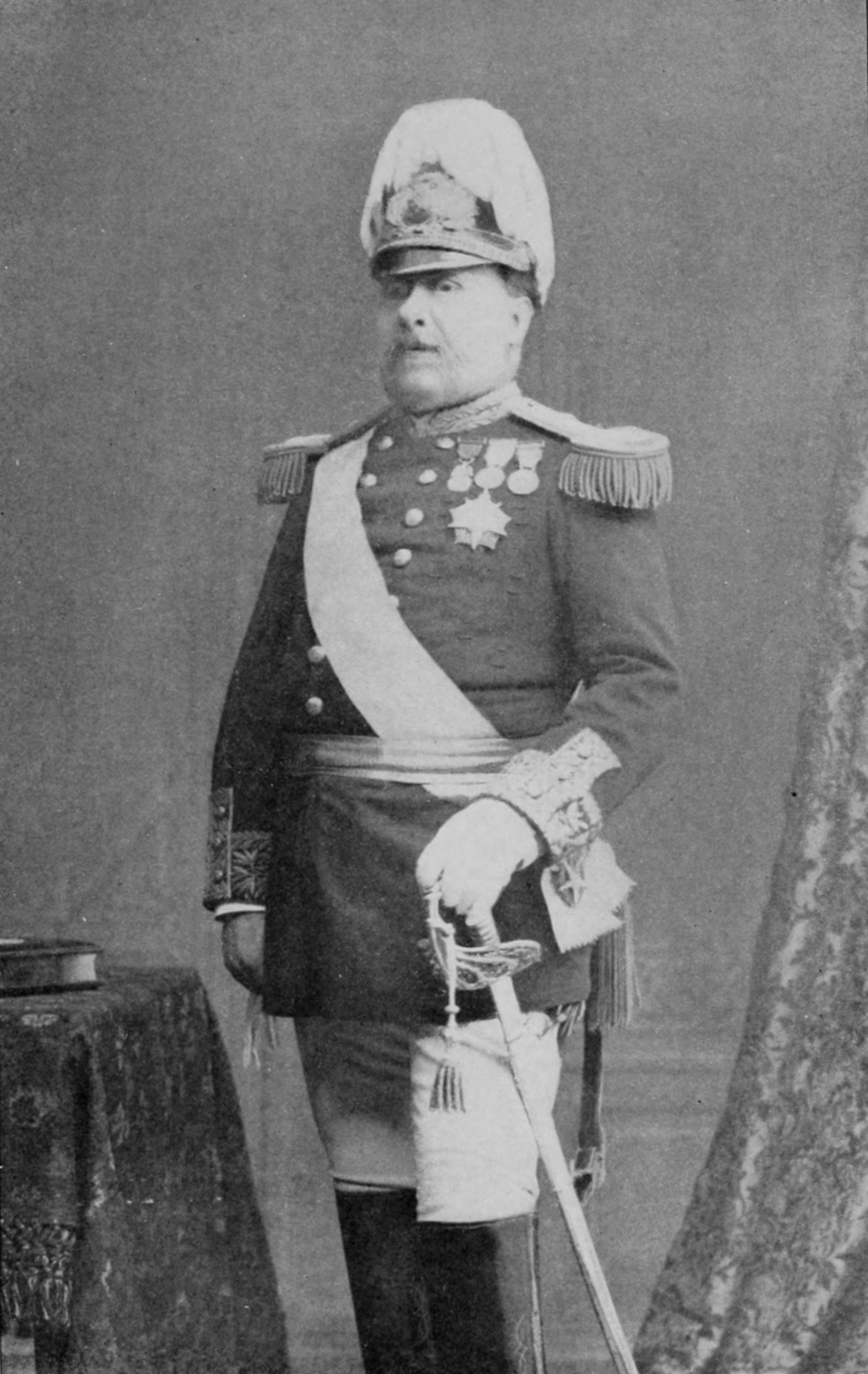
Re Luigi del Portogallo.

Immigranti portoghesi erano giunti alle Hawaii fin dai tempi della caccia alla balena. Molti di loro erano marinai afro-portoghesi che trovavano i nativi hawaiani dalla pelle scura liberi da pregiudizi razziali nei loro confronti. La prima emigrazione di lavoratori delle piantagioni portoghesi alle Hawaii partì dalle Azzorre e da Madeira nel 1878, spinti fuori dalla loro terra dalla diffusione di un fungo nelle vigne. Emigrarono per lo più in gruppi familiari, unendosi a una comunità consolidata della propria cultura.
Armstrong avrebbe dovuto negoziare con il Regno del Portogallo un trattato ampliato. Arrivarono alla stazione ferroviaria di Santa Apolónia a Lisbona il 19 agosto. Kalākaua fu insignito della gran croce dell'Ordine dell'Immacolata Concezione di Vila Viçosa durante un'udienza con il re Luigi al Palazzo di Ajuda e partecipò anche ad una corrida al Palácio Nacional da Pena con il padre sovrano, l'ex re Ferdinando II. Quando lasciarono il Portogallo il 24 agosto, Armstrong rimase indietro per avviare un trattato.
Il gruppo giunse a Madrid il 24 agosto. Visitarono l'Esercito Reale, il Museo del Prado e il Parco del Retiro. Un ministro spagnolo insignì re Kalākaua dell'Ordine di Isabella la Cattolica (collare). Ai giornali fu annunciato che era stato fatto un accordo con il Regno del Portogallo perché fossero inviate 300 famiglie alle isole Hawaii nel prossimo futuro. Il gruppo partì per Parigi il 25 agosto.

### Ritorno a Parigi: 27 - 30 agosto
A valle del suo tour, il programma di Kalākaua divenne meno frenetico. Passò la maggior parte del 27 agosto a rilassarsi nella sua suite d'albergo a Parigi e a sbrigare la sua corrispondenza personale. Nei due giorni seguenti fecero un piccolo giro turistico: visitarono la tomba di Napoleone Bonaparte all'Hôtel des Invalides, Bal Mabille, il Louvre e il Palazzo Borbone. L'erede al trono olandese Alessandro di Orange-Nassau gli fece visita e il re per ringraziarlo lo insignì della gran croce dell'Ordine reale di Kalakaua. Il re trascorse il suo ultimo giorno, il 30 agosto, in città, nella sua suite d'albergo, salutando i visitatori.

### Ritorno a Londra: 31 agosto - 6 settembre
Il treno che trasportava Kalākaua e i suoi compagni di viaggio arrivò a Londra alla stazione di Charing Cross la mattina del 31 agosto. Alla sera tutti parteciparono a un'esibizione al Drury Lane Theatre. Armstrong partì per New York il 1º settembre, mentre il resto del gruppo visitò la tomba di Arthur Wellesley, I duca di Wellington, nella cattedrale di San Paolo. Il giorno seguente visitarono la Torre di Londra e più tardi, nel corso della giornata, il re fu insignito dell'Ordine di Vasa dall'incaricato d'affari svedese. Il 3 settembre, il gruppo visitò la Blenheim Gun and Small Arms Works, dove pranzarono con diversi dignitari. Dopo i servizi nella cattedrale di San Paolo, il re conferì ad Hoffnung l'Ordine reale di Kalakaua per il suo servizio durante i loro viaggi in giro per l'Europa. Il 6 settembre, fecero una visita d'addio al principe e alla principessa di Galles, prima di partire per Glasgow, in Scozia.

### Scozia: 7 - 13 settembre
Kalākaua arrivò a Glasgow il 7 settembre. Il lord prevosto della città e i magistrati ospitarono il re a una cena, dove tenne un discorso lodando i contributi degli scozzesi alle Hawaii. Per il resto della sua permanenza, fece un giro del Loch Lomond e del fiume Clyde. Giunse a Edimburgo il 9 settembre e visitò il castello di Dreghorn e il Royal Botanic Garden dove piantò due aceri. Kalākaua visitò la Freemason Hall tra grandi applausi. Il Gran Conclave di Scozia dell'Ordine della Croce Rossa di Costantino lo nominò membro onorario.
Il gruppo partì alla volta dell'America da Liverpool il 13 settembre.

## Attraverso gli Stati Uniti: 23 settembre - 22 ottobre
Il piroscafo Celtic, che trasportava Kalākaua, Judd, Macfarlane e von Oelhoffen, giunse nel porto di New York il 23 settembre. Ad attenderli sul molo c'erano Armstrong, il console generale hawaiano Elisha Hunt Allen, Jr. e Claus Spreckels. New York era in lutto per la morte del presidente James A. Garfield, avvenuta il 19 settembre. Per rispetto alla solennità della tragedia, Kalākaua non partecipò a funzioni pubbliche o private nella città. Il re e i suoi compagni, tuttavia, trascorsero un giorno da turisti privati a Coney Island.
A Vienna, durante la prima settimana di agosto, il re aveva fatto la conoscenza del co-fondatore del New York Times George Jones, che notò che il re era interessato al lavoro di Thomas Edison con l'illuminazione elettrica. Tornato a New York, Jones si accordò perché Kalākaua e Armstrong potessero visitare Edison il 25 settembre. Il re espresse un urgente bisogno per Honolulu di potenziare l'illuminazione stradale che a quel tempo era fornita da lampade a cherosene. Edison fece vedere alcune lampadine elettriche e il re si mostrò interessato ai dettagli tecnici. Il quotidiano The Sun riferì che Armstrong scherzò con Edison sulla produzione di energia elettrica dai vulcani delle Hawaii. Lasciarono la città in treno il giorno seguente per Filadelfia, dove rimasero per una breve sosta, e poi si diressero a sud, verso Washington.

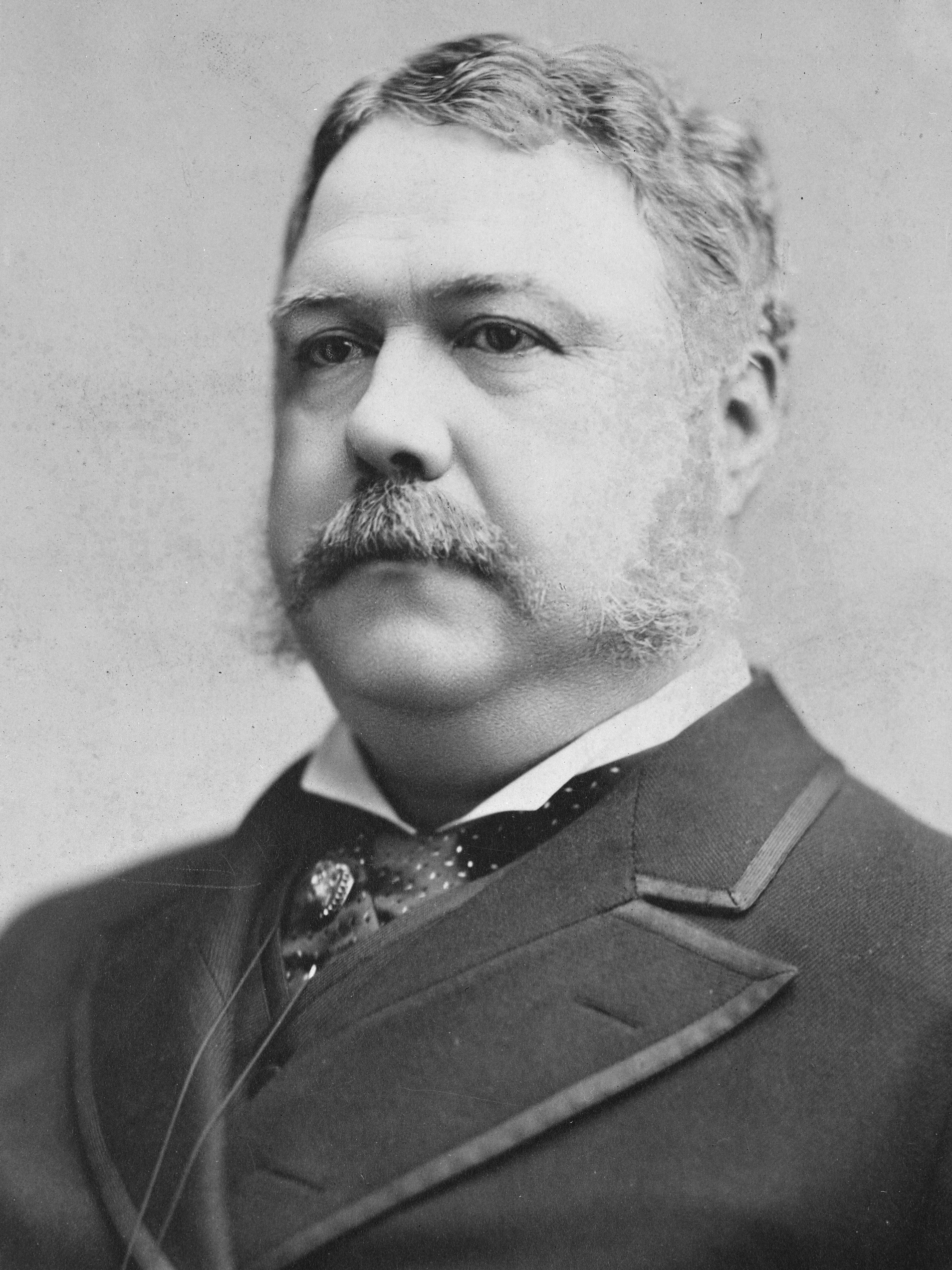
Il presidente Chester A. Arthur.

Arrivati nella capitale il 27 settembre, soggiornarono all'Arlington Hotel. Il giorno seguente il gruppo fu introdotto dall'assistente segretario di Stato Robert R. Hitt al neo-presidente Chester A. Arthur, nella casa del senatore della Virginia John W. Johnston. L'incontro informale durò solo venti minuti ma fu descritto come piacevole. Armstrong in seguito descrisse le loro somiglianze: "Se il presidente fosse stato un uomo scuro di carnagione o nero, la somiglianza [fisica] sarebbe stata singolare".
Dopo la visita presidenziale, il gruppo si diresse a Baltimora dove il Segretario di Stato William H. Hunt fornì una nave governativa, la USS Despatch, per trasportarli nel Tidewater, Virginia. Il re visitò Fort Monroe dove il generale George W. Getty lo accolse prima di passare la giornata con il fratello di Armstrong, Samuel, all'Hampton Normal and Agricultural School. Il re era interessato al ruolo dell'istituzione nell'educazione dei nativi americani al commercio industriale, un modello che voleva riportare alla sua gente, anche se Samuel Armstrong aveva preso come modello per la sua scuola il collegio di Hilo alle Hawaii. Dopo una visita all'Old Soldier's Home e un ricevimento alla Virginia Hall, il gruppo tornò a nord al Fort Monroe, dove fu testimone di una rassegna, e quindi procedette al cantiere navale di Norfolk. Venne riferito che il gruppo visitò anche Yorktown per vedere la celebrazione del centenario del suo assedio.
Ritornati nella capitale il 2 ottobre, salirono su un treno e arrivarono il giorno dopo a Cincinnati, dove presero alloggio al Grand Hotel. Mentre Armstrong rimase a Cincinnati, gli altri fecero un viaggio a Lexington, Kentucky. Visitarono la città, incontrarono i dignitari locali e passarono una notte con il generale William T. Withers nella sua casa di Fairlawn, fuori città. Il giorno seguente visitarono la fattoria dei purosangue del Kentucky di Milton H. Sanford, dove acquistarono due stalloni e cinque fattrici da spedire a Honolulu, anche se rapporti contraddittori nella stampa di Louisville dichiarò che non avevano acquistato cavalli. Successivamente tornarono a Cincinnati e salirono su un altro treno diretto a ovest.
A una sosta programmata a Chicago, scesero solo il tempo necessario per la colazione e per rispondere ad alcune brevi domande dei media prima che il treno riprendesse il suo percorso. A Omaha, Nebraska, il re fu l'ospite d'onore ad un ricevimento tenuto nella casa del giudice James M. Woolworth. La maggior parte dei partecipanti erano amici della figlia del giudice, che aveva incontrato il re in vacanza alle Hawaii. Sebbene Kalākaua si disse spossato a causa del suo viaggio nel mondo, ballò comunque tutta la notte con le donne ospiti. Claus e Mrs. Spreckels si unirono al gruppo a Ogden, nello Utah.
Arrivarono in California l'11 ottobre. Una parte della permanenza del re avvenne nella casa estiva degli Spreckel ad Aptos, con un giro turistico all'osservatorio Lick. Mentre era ospite nella casa degli Spreckel, il barone dello zucchero regalò al re due cavalli e un puledro. Gli amici californiani del sovrano si unirono a lui per una cena di addio al Palace Hotel di San Francisco il 22 ottobre, poco prima di salpare sulla nave a vapore Australia per tornare a Honolulu. Tra i partecipanti c'erano gli Spreckel, il governatore George Clement Perkins, il senatore dello stato della California Paul Neumann e il presidente dell'Università della California Horace Davis.

## Ritorno a Honolulu: 29 ottobre - 6 novembre

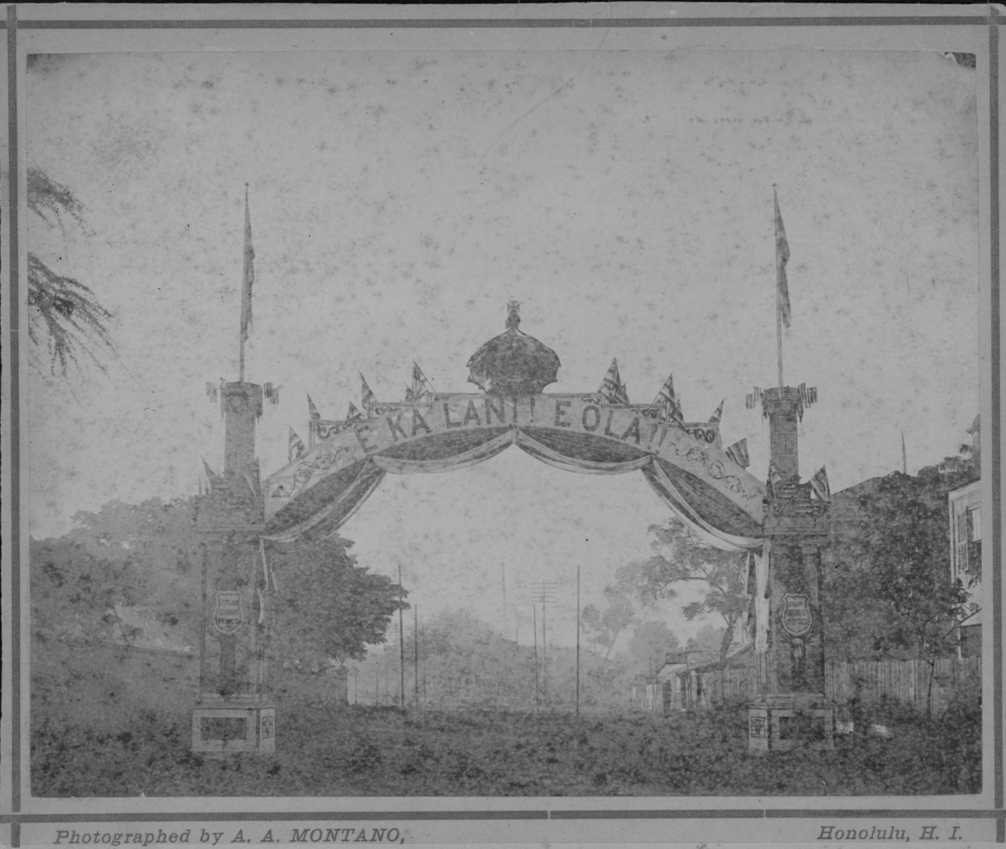
Arco di benvenuto eretto a Honolulu e decorato per il ritorno a casa di re Kalākaua.

L'Australia non sarebbe dovuta arrivare alle Hawaii fino al 31 ottobre. I piani per la celebrazione del ritorno a casa di Kalākaua erano iniziati ad agosto e coinvolgevano ogni gruppo civico e sindacale organizzato, nonché il corpo studentesco di ogni scuola di Oahu. Il pubblico venne invitato a partecipare ai festeggiamenti. Honolulu era nella fase finale di preparazione il 29 ottobre, quando l'Australia, battente la bandiera reale del re, superò Diamond Head, raggiungendo il porto della capitale. Mentre l'allarme si diffondeva rapidamente attraverso Oahu, una batteria di pistole cominciò a sparare lungo il litorale da Diamond Head al porto e con frenesia si cominciò a completare le decorazioni. Dopo 281 giorni continui di viaggio, il re delle Hawaii era a casa.
La festa per il ritorno a casa andò avanti per giorni. I funzionari e la popolazione affollarono la costa per rallegrare il loro monarca. Furono fatti dei discorsi sia in inglese che in hawaiano, e alcune persone si fermarono sui tetti per dare un'occhiata. Gli arrangiamenti floreali permearono la città, furono esposti festoni di benvenuto a casa e la musica era ovunque. Lungo il tragitto verso Palazzo Iolani, il corteo passò sotto numerosi archi decorati con festoni eretti per il ritorno del sovrano. Una parata diurna fu tenuta in suo onore. Il palazzo fu aperto al pubblico per salutare personalmente il re. I Vigili del Fuoco di Honolulu e l'Associazione di Poola iniziarono una sfilata di torce serali in un campanile illuminato con lanterne cinesi e proseguirono per le vie del centro di Honolulu fino al palazzo.
Domenica 6 novembre gli abitanti di Honolulu offrirono preghiere di ringraziamento per la protezione divina e il ritorno del loro monarca. Nella basilica cattedrale di Nostra Signora della Pace di Honolulu venne cantato l'inno Te Deum in segno lode. Vi parteciparono il re, sua moglie, il ministero del re e gran parte del governo hawaiano, che ringraziarono per la protezione divina ricevuta durante il viaggio reale. L'ex missionario rev. Sereno Edwards Bishop della Fort Street Church lodò il viaggio storico del re ma condannò la cultura hawaiana per il suo "decrepito paganesimo" e le "bestialità dell'hula hula". Il re e la regina parteciparono anche a una funzione nella cattedrale episcopale di Sant'Andrea come cittadini privati, per ascoltare un sermone sulla parabola dei talenti del Vangelo secondo Luca.

## Copertura mediatica

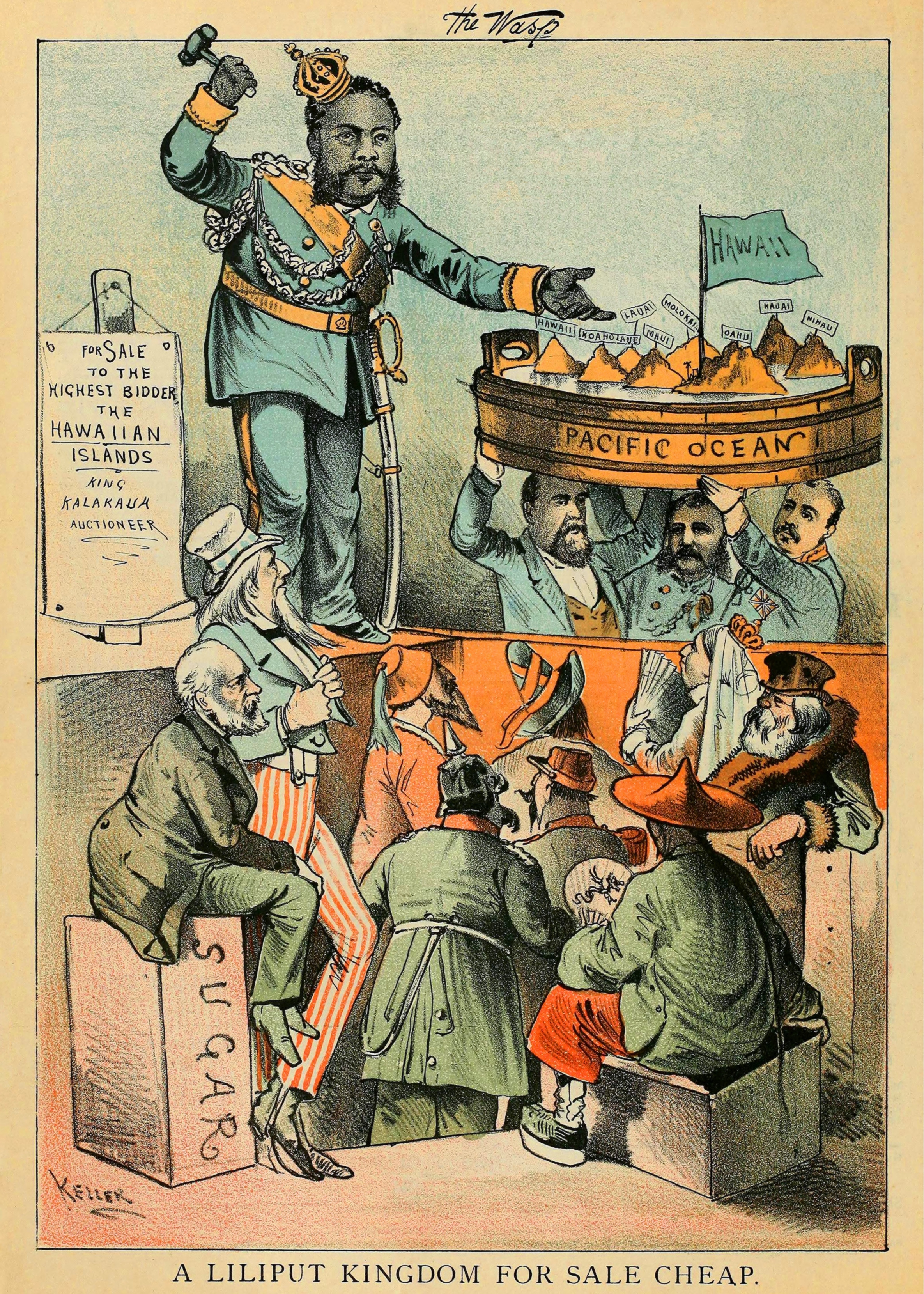
A Liliput Kingdom For Sale Cheap, vignetta satirica comparsa su The Wasp nel 1881 e opera di George Frederick Keller. Raffigura il re Kalākaua che mette all'asta le isole hawaiane al miglior offerente.

Mentre il re era in California il 31 gennaio, lo Straits Times di Singapore pubblicò un articolo secondo cui Kalākaua aveva già un rappresentante in Germania finalizzato a trattare la vendita del Regno delle Hawaii. Ad aprile, il Segretario di Stato James G. Blaine fu messo al corrente di varie voci secondo cui il re voleva vendere il regno a una nazione diversa dagli Stati Uniti e le ripeté al presidente James A. Garfield, che a sua volta le condivise in una lettera a uno dei suoi amici. Nel tentativo di proteggere gli interessi degli Stati Uniti, Blaine chiarì al diplomatico britannico Edward Thornton che la priorità sull'annessione apparteneva agli Stati Uniti. Thornton presentò un rapporto al suo governo, inviando anche una copia al console britannico a Honolulu, Wodehouse, che lo condivise con la regina vedova Emma, la principessa Likelike, suo marito Archibald Scott Cleghorn, Liliuokalani e suo marito John Owen Dominis. Sebbene preoccupati dalle voci e dalla posizione di Blaine sull'annessione, nessuno di loro aveva alcuna conoscenza della situazione e così inoltrarono la relazione a re Kalākaua.
Quando il re visitò l'Inghilterra il 15 luglio, il Sacramento Daily Record-Union ristampò un editoriale difensivo del 14 luglio sul New York Times affermando che si diceva che Kalākaua circumnavigasse il mondo nella speranza di trovare un acquirente per le isole: "[...] praticamente, gli Stati Uniti hanno un mutuo sulle isole Sandwich [...] abbiamo il monopolio del commercio delle isole, sia come importazioni che come esportazioni [...]". Il monopolio commerciale menzionato era l'articolo IV del trattato di reciprocità del 1875, che impediva al Regno delle Hawaii di fare un trattato simile con qualsiasi altra nazione. L'editoriale affermava che qualsiasi atto di acquisizione delle isole hawaiane sarebbe stato considerato dal governo degli Stati Uniti un atto ostile.
Il New York Tribune citò la risposta di Armstrong secondo cui le voci erano "frivole e completamente false". Immediatamente dopo la dichiarazione di Armstrong ci fu una svolta diversa sulla voce a San Francisco, anch'essa datata 16 luglio, e stampata come fatto. Ottenuta "da alcuni dei più importanti coltivatori e mercanti delle isole Sandwich" si sosteneva l'esistenza di uno schema elaborato dal re e da Celso Cesare Moreno che avrebbe visto l'importazione di un milione di uomini cinesi (ma non donne) e il conferimento immediato della cittadinanza in cambio di una tassa di 7 dollari a testa. Il conteggio della popolazione censita del 1878 per l'intero regno era di appena 57 985 persone. Mentre la storia circolava il re avrebbe poi consegnato il progetto al governo cinese. Il punto di svolta di quella storia era che il tour di Kalākaua era il suo modo di uscire dalla città dopo che il fallimento del suo piano, quando fu posto il veto da parte governo hawaiano.
Al loro viaggio di ritorno a New York, il quotidiano The Sun citò Judd a proposito della voce che le isole hawaiane fossero in vendita: "[...] non c'è assolutamente nulla di vero, è perfettamente assurdo". Rifiutando la questione dell'eventuale annessione, Judd indicò come la fonte provenisse dall'Inghilterra: "Si pensava che fosse una questione talmente seria che il governo britannico inviò due uomini di guerra a Honolulu".

## Conseguenze

### Immigrazione
Il ministro degli interni Henry A. P. Carter e Abraham Hoffnung furono inviati in Portogallo nel dicembre del 1881 per negoziare i dettagli dell'immigrazione, firmando una Convenzione provvisoria il 5 maggio 1882. Il piroscafo Monarch arrivò a Honolulu il 9 giugno 1882, con a bordo 859 immigrati portoghesi, 458 dei quali erano donne e bambini.
Nel 1882 gli Stati Uniti approvarono il Chinese Exclusion Act per affrontare quello che si riteneva fosse un eccesso di immigrati cinesi della classe operaia, in particolare in California. Molti che erano già negli Stati Uniti o erano in viaggio, andarono alle Hawaii e le isole furono invase da uomini cinesi. Nel 1883, tra marzo e maggio, 3400 operai cinesi giunsero nell'arcipelago. Il potere legislativo hawaiano limitò quindi l'immigrazione di uomini cinesi a 2400 all'anno. Tra il 1878 e il 1884, la popolazione di lavoratori cinesi alle Hawaii triplicò.
I primi 943 lavoratori a contratto dal Giappone dopo la visita del re arrivarono l'8 febbraio 1885. Vi erano 159 donne e 108 bambini. Il Pacific Commercial Advertiser accreditò agli sforzi, all'influenza e al "carattere geniale" del sovrano il merito dell'afflusso della nuova forza lavoro. Nel 1985 una statua in bronzo di Kalākaua fu donata alla città e alla contea di Honolulu per commemorare il centenario dell'arrivo dei primi lavoratori giapponesi dopo la visita del re in Giappone. Fu commissionato dal comitato per il centenario di Oahu Kanyaku Imin per conto della comunità giapponese-americana delle Hawaii. La statua si trova all'angolo tra i viali Kalakaua e Kapiolani a Waikiki.
Il rapporto di Armstrong era privo di qualsiasi possibilità di immigrazione dall'India, in particolare dall'India orientale. Basandosi sul loro sistema di caste, affermò che coloro che sarebbero partiti sarebbero "gli ignoranti e quelli con un potere morale e intellettuale minimo". Fu respinto dalle fedi indù e musulmane. Tra le donne immigrate dall'India, secondo Armstrong, ci sarebbero "donne nubili che si sono perse", di carattere morale insufficiente per le Hawaii. Un editoriale sul The Pacific Commercial Advertiser del 17 dicembre 1881 rimproverò l'analisi che Armstrong fece sulla popolazione indiana. Come seguito alla benevolenza generata dalla visita di Kalākaua, Curtis P. Iaukea fu inviato in India e in Inghilterra negli anni successivi per esplorare la possibilità dell'immigrazione indiana per la coltivazione delle piantagioni di canna da zucchero.
Nel 1904, 23 anni dopo il viaggio, Armstrong pubblicò Around the World with a King, il suo diario quotidiano del viaggio. Questa pubblicazione venne criticata per errori e incoerenze e per lo stile di scrittura giudicato satirico dell'autore.

### Kalākaua
Non tutti furono entusiasti del viaggio di Kalākaua. Nel suo Hawaii's Story, la regina Liliuokalani difese gli sforzi di suo fratello contro coloro che sentiva l'avessero "grossolanamente mal giudicato e persino calunniato". Non indicò alcun nome, ma disse che c'erano quelli che credevano, o che volevano persuadere gli altri a credere, che Kalākaua usasse l'immigrazione per lavoro come una storia di copertura per gratificare il suo egoistico desiderio di vedere il mondo.
La retrospettiva dell'anno 1881 del Pacific Commercial Advertiser era incentrata sul viaggio intorno al mondo del re. Il giornale tenne un atteggiamento attendista su quale sarebbe stato l'impatto del tour ma guardò ottimisticamente verso il regno che aveva un futuro più sicuro come nazione indipendente. Diede molto credito a Liliuokalani che era stata all'altezza della situazione come una persona capace che aveva ottenuto il rispetto per la sua reggenza temporanea. Al re fu riconosciuto il merito di aver portato le Hawaii alla ribalta dell'attenzione del mondo. Fu elogiato per le sue qualità personali di leadership e personalità, nonché per la sua interazione positiva con i leader globali. Una sezione più piccola del giornale dello stesso giorno osservò che dal viaggio ci fu un aumento globale di pubblicazioni letterarie relative alle Hawaii.
Il Thrum's Hawaiian Almanac and Annual for 1883 riportò che le spese stanziate dal governo per il tour del re erano pari a 22 500 dollari, sebbene la corrispondenza personale indichi che superò quella prima cifra e non si conoscono i costi esatti del viaggio. Eventuali spese o debiti privati non governativi non sarebbero necessariamente diventati pubblici. In una lettera a Liliuokalani inviata a giugno, il re dichiarò che erano già in pericolo di rimanere senza fondi per completare il viaggio e che del denaro era dovuto all'Italia per l'educazione dei giovani che erano stati affidati a Celso Cesare Moreno. Anche i numerosi premi e onorificenze conferiti durante il viaggio costarono al regno più denaro.
Lo stile elaborato delle monarchie europee lasciò un'impressione favorevole su Kalākaua. La costruzione di Palazzo Iolani era iniziata nel 1879 ed era ancora in corso quando il re era in giro per il mondo. Per la sua costruzione il Parlamento aveva stanziato 80 000 dollari. Anche se non fu completato fino al dicembre del 1882, il re viveva lì già prima della sua partenza per il suo tour mondiale. Nella suo libro Liliuokalani afferma: "Nella prima parte del mese di gennaio del 1881, un messaggio telegrafico mi raggiunse nella mia residenza privata a Washington Place, che la mia presenza era richiesta immediatamente al palazzo Iolani". L'influenza dei palazzi europei si riflette nel design degli interni e negli arredi costosi. Il costo finale fu infatti di 343 595 dollari. Immediatamente dopo il completamento, il re invitò tutti i 120 membri della Loggia Le Progres de L'Oceanie al palazzo per una riunione di loggia.
L'illuminazione elettrica non giunse a Honolulu che dopo tre anni e mezzo, quando palazzo Iolani aprì la strada con le prime luci elettriche del regno. La monarchia invitò il pubblico a partecipare alle cerimonie per celebrare la prima notte di illuminazione e giunsero in città 5000 persone. La Royal Hawaiian Band intrattenne, furono serviti rinfreschi e il re a cavallo sfilò tra le sue truppe nei terreni.

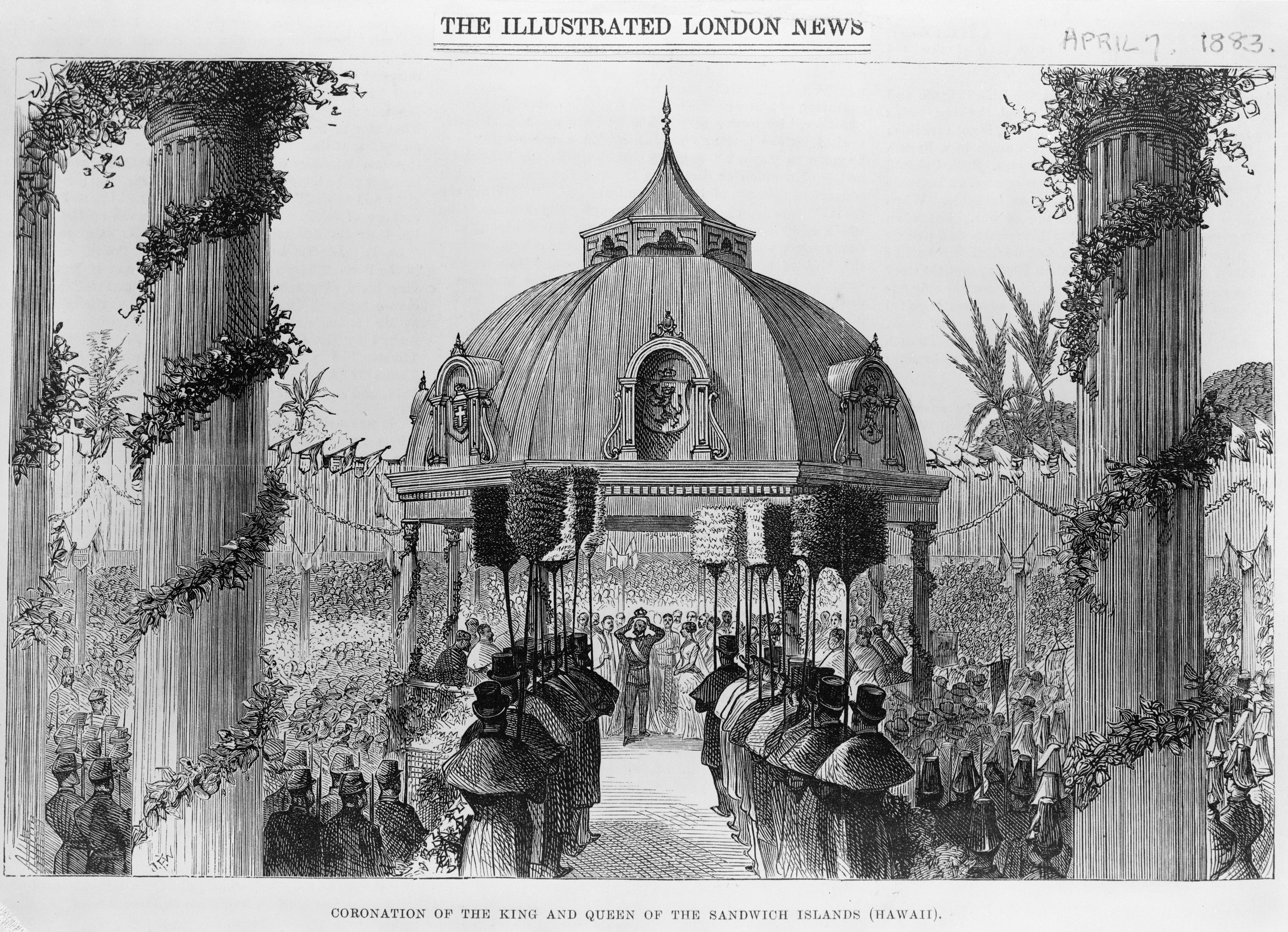
Il The Illustrated London News raffigurante l'incoronazione di re Kalākaua.

Le sue spese nel tentativo di rimodellare la monarchia delle Hawaii sul modello europeo gravarono sul debito pubblico, contribuendo ad aumentare le spese del regno per la monarchia del 50 %. Kalākaua decise di ottenere l'incoronazione che precedentemente le era stata negata a causa del clima politico in cui fu eletto. Nel 1883, nel suo nono anno di regno, si tenne un'elaborata cerimonia di incoronazione pubblica per la quale ci furono spese superiori a 50 000 dollari. Kalākaua si incoronò. Nel 1886 il re spese molto per le celebrazioni del suo cinquantesimo compleanno durate due settimane. L'Harper's Weekly afferma che giunsero a 75 000 dollari.
Queste spese non furono l'unica causa della Costituzione del Regno delle Hawaii del 1887 che il re fu costretto a firmare, ma fu rappresentativo di un modello di spesa eccessiva e di grandi schemi, fatte sotto la guida di Walter Murray Gibson, che così terminarono. La nuova Costituzione fu un documento preparato dagli anti-monarchici per spogliare la monarchia hawaiana di gran parte della sua autorità, dando inizio a un trasferimento di potere alle élite hawaiane americane, europee e native. Gibson fu nominato ministro degli affari esteri per due mandati non consecutivi, il 20 maggio 1882 e di nuovo il 13 ottobre 1886. Fu nominato ministro degli interni e Primo ministro il 30 giugno 1886. Gibson incoraggiò e approvò le spese eccessive del re e si pensa che sia stata la forza trainante di alcune di esse. Non ultima fu l'acquisto per 100 000 dollari di un battello a vapore statale da utilizzare per viaggiare verso le isole Samoa come parte del piano di Kalākaua di formare una Confederazione polinesiana.